# Iraklis Thessaloniki FC
 Iraklis FC är en grekisk toppfotbollsklubb från Thessaloniki. Den bildades 2011 genom en utbrytning av fotbollssektionen ur GS Iraklis som grundades 1908. Klubben är den äldsta i staden och har fått sitt namn efter halvguden Herakles från den grekiska mytologin.

## Svenska spelare
- Babis Stefanidis (1998–2001)
- Magnus Källander (2002–2004)
- Kennedy Bakircioglu (2004–2005)
- Sharbel Touma (2009-2010)

## Tränare genom åren
| Namn                      | Nationalitet  | År        |
| ------------------------- | ------------- | --------- |
| Thanasis Staikos          | Grekland      | 2024–     |
| Sokratis Ofrydopoulos     | Grekland      | 2024      |
| Soulis Papadopoulos       | Grekland      | 2024      |
| Periklis Amanatidis       | Grekland      | 2023–2024 |
| Sakis Tsiolis             | Grekland      | 2022–2023 |
| Konstantinos Georgiadis   | Grekland      | 2021–2022 |
| Thalis Theodoridis        | Grekland      | 2021      |
| Spyros Baxevanos          | Grekland      | 2020–2021 |
| Giorgos Akritopoulos      | Grekland      | 2020      |
| Margaritis Kechagias      | Grekland      | 2019–2020 |
| Marcello Troisi           | Brasilien     | 2019      |
| José Manuel Roca          | Spanien       | 2018–2019 |
| Dimitrios Eleftheropoulos | Grekland      | 2018      |
| Alekos Vosniadis          | Grekland      | 2018      |
| Spyros Baxevanos          | Grekland      | 2018      |
| Sakis Anastasiadis        | Grekland      | 2017–2018 |
| Miloš Kostić              | Slovenien     | 2017      |
| Savvas Pantelidis         | Grekland      | 2016–2017 |
| Ioannis Amanatidis        | Grekland      | 2016      |
| Nikos Papadopoulos        | Grekland      | 2014–2016 |
| Guillermo Hoyos           | Argentina     | 2013–2014 |
| Siniša Gogić              | Cypern        | 2013      |
| Giannis Chatzinikolaou    | Grekland      | 2013      |
| Georgios Strantzalis      | Grekland      | 2012–2013 |
| Soulis Papadopoulos       | Grekland      | 2012      |
| Vassilis Spirogiannis     | Grekland      | 2011–2012 |
| Georgios Paraschos        | Grekland      | 2011      |
| Marinos Ouzounidis        | Grekland      | 2010–2011 |
| Jozef Bubenko             | Slovakien     | 2010      |
| Savvas Kofidis            | Grekland      | 2009–2010 |
| Oleh Protasov             | Ukraina       | 2009      |
| Christos Zifkas           | Grekland      | 2009      |
| Makis Katsavakis          | Grekland      | 2008–2009 |
| Rodolfo Borrell           | Spanien       | 2008      |
| Ángel Pedraza             | Spanien       | 2008      |
| Ivan Jovanović            | Serbien       | 2007      |
| Jozef Bubenko             | Slovakien     | 2007      |
| Savvas Kofidis            | Grekland      | 2005–2007 |
| Sergio Markarian          | Uruguay       | 2004–2005 |
| Mats Jingblad             | Sverige       | 2004      |
| Eugene Gerards            | Nederländerna | 2003–2004 |
| Ivan Jovanović            | Serbien       | 2002      |
| Angelos Anastasiadis      | Grekland      | 2001–2002 |

| Namn                 | Nationalitet                                    | År        |
| -------------------- | ----------------------------------------------- | --------- |
| Ioannis Kyrastas     | Grekland                                        | 2000      |
| Angelos Anastasiadis | Grekland                                        | 1999–2000 |
| Mats Jingblad        | Sverige                                         | 1999      |
| Kiril Dojčinovski    | Nordmakedonien                                  | 1998      |
| Giorgos Paraschos    | Grekland                                        | 1997–1998 |
| Alketas Panagoulias  | Grekland                                        | 1997      |
| Vasilis Antoniadis   | Grekland                                        | 1996–1997 |
| Dusan Mitosevic      | Serbien                                         | 1994–1996 |
| Tais Librechts       | Nederländerna                                   | 1992–1994 |
| Telis Batakis        | Grekland                                        | 1990–1991 |
| Agne Simonsson       | Sverige                                         | 1988–1990 |
| Nikos Alefantos      | Grekland                                        | 1988      |
| Kostas Aidiniou      | Grekland                                        | 1988      |
| Christos Archontidis | Grekland                                        | 1987–1988 |
| Diethelm Ferner      | Tyskland                                        | 1986–1987 |
| Nikos Alefantos      | Grekland                                        | 1986      |
| Telis Batakis        | Grekland                                        | 1985–1986 |
| Friedel Rausch       | Tyskland                                        | 1983–1985 |
| Telis Batakis        | Grekland                                        | 1983      |
| Apostol Tsatsevski   | Bulgarien                                       | 1981–1983 |
| Telis Batakis        | Grekland                                        | 1980–1981 |
| Kostas Karapatis     | Grekland                                        | 1980      |
| Antoni Brzeżańczyk   | Polen                                           | 1978–1979 |
| Kostas Karapatis     | Grekland                                        | 1978      |
| Michalis Belis       | Grekland                                        | 1977–1978 |
| Les Shannon          | England                                         | 1975–1976 |
| Ljubiša Spajić       | Socialistiska federativa republiken Jugoslavien | 1974–1975 |
| Ilias Zachariadis    | Grekland                                        | 1972–1973 |
| Lakis Petropoulos    | Grekland                                        | 1971–1972 |
| Ljubiša Spajić       | Socialistiska federativa republiken Jugoslavien | 1969–1972 |
| Kostas Karapatis     | Grekland                                        | 1967–1969 |
| Slavko Milošević     | Socialistiska federativa republiken Jugoslavien | 1965–1966 |
| Ratomir Čabrić       | Socialistiska federativa republiken Jugoslavien | 1964–1965 |
| Josip Takač          | Socialistiska federativa republiken Jugoslavien | 1963–1964 |
| Theodor Brinek Jr.   | Österrike                                       | 1962–1963 |
| Aleksandar Tomašević | Socialistiska federativa republiken Jugoslavien | 1961–1962 |
| Panos Markovic       | Grekland                                        | 1959–1961 |